# أندرو جاكسون هاميلتون
أندرو جاكسون هاميلتون (بالإنجليزية: Andrew Jackson Hamilton) هو قاضي ومحامي وسياسي أمريكي، ولد في 28 يناير 1815 في هنتسفيل في الولايات المتحدة، وتوفي في 11 أبريل 1875 في أوستن في الولايات المتحدة بسبب سل. حزبياً، نشط في الحزب الديمقراطي ( – 1958) والحزب الجمهوري (1866 – ). وقد انتخب حاكم ولاية تكساس (17 يونيو 1865 – 9 أغسطس 1866) وانتخب عضو مجلس النواب الأمريكي.